# Vîbudiv, Kozova
Vîbudiv (în ucraineană Вибудів) este localitatea de reședință a comunei Vîbudiv din raionul Kozova, regiunea Ternopil, Ucraina.

## Demografie
Componența lingvistică a localității Vîbudiv
     Ucraineană (99,81%)
Conform recensământului din 2001, majoritatea populației localității Vîbudiv era vorbitoare de ucraineană (99,81%), existând în minoritate și vorbitori de alte limbi.